# エンネパー曲面

エンネパー曲面の一部

数学の分科、微分幾何学と代数幾何学におけるエンネパー曲面（エンネパーきょくめん、英: Enneper surface）とは、次の媒介変数表示で書ける、自己交差性を持つ曲面である。
{\displaystyle x=u(1-u^{2}/3+v^{2})/3,\ }
{\displaystyle y=-v(1-v^{2}/3+u^{2})/3,\ }
{\displaystyle z=(u^{2}-v^{2})/3}
この曲面は1864年、アルフレッド・エンネパーによって極小曲面理論との関わりから導入された。
ワイエルシュトラス–エンネパーの媒介変数表示は非常に簡単で、{\displaystyle f(z)=1,g(z)=z} となる。実変数での媒介変数表示はこの式から容易に計算できる。この曲面は共役極小曲面（conjugate minimal surface）が自分自身と一致する（随伴極小曲面を参照）。
代数幾何の陰関数表示では、上式で与えたエンネパー曲面の各点は次の9次多項式を満たす。
{\displaystyle 64z^{9}-128z^{7}+64z^{5}-702x^{2}y^{2}z^{3}-18x^{2}y^{2}z+144(y^{2}z^{6}-x^{2}z^{6})\ }
{\displaystyle {}+162(y^{4}z^{2}-x^{4}z^{2})+27(y^{6}-x^{6})+9(x^{4}z+y^{4}z)+48(x^{2}z^{3}+y^{2}z^{3})\ }
{\displaystyle {}-432(x^{2}z^{5}+y^{2}z^{5})+81(x^{4}y^{2}-x^{2}y^{4})+240(y^{2}z^{4}-x^{2}z^{4})-135(x^{4}z^{3}+y^{4}z^{3})=0}
双対的に、媒介変数で与えられたある点での接ベクトル空間は {\displaystyle a+bx+cy+dz=0\ }、ここで
{\displaystyle a=-(u^{2}-v^{2})(1+u^{2}/3+v^{2}/3),\ }
{\displaystyle b=6u,\ }
{\displaystyle c=6v,\ }
{\displaystyle d=-3(1-u^{2}-v^{2})}
と書ける。この係数は次の6次多項式を満たす。
{\displaystyle 162a^{2}b^{2}c^{2}+6b^{2}c^{2}d^{2}-4(b^{6}+c^{6})+54(ab^{4}d-ac^{4}d)+81(a^{2}b^{4}+a^{2}c^{4})\ }
{\displaystyle {}+4(b^{4}c^{2}+b^{2}c^{4})-3(b^{4}d^{2}+c^{4}d^{2})+36(ab^{2}d^{3}-ac^{2}d^{3})=0}
ヤコビ行列式、ガウス曲率、平均曲率はそれぞれ
{\displaystyle J=(1+u^{2}+v^{2})^{4}/81,\ }
{\displaystyle K=-(4/9)/J,\ }
{\displaystyle H=0}
となる。全曲率は {\displaystyle -4\pi } である。ロバート・オッサーマンは、全曲率が {\displaystyle -4\pi } であるような {\displaystyle \mathbb {R} ^{3}} における完備な極小曲面は懸垂面かエンネパー曲面のいずれかであることを証明した。
他の性質として、全ての双3次な（バイキュービックな, bicubical）極小ベジェ曲面は、アフィン変換による差を除けば、エンネパー曲面の一部になる。
エンネパー曲面は、ワイエルシュトラス–エンネパーの媒介変数表示で {\displaystyle f(z)=1,g(z)=z^{k}} （k>1 は整数）とすることでより高次の対称式による曲面へと一般化することができる。一方、より高次の空間へと一般化することもできる。7までのnについて空間 {\displaystyle \mathbb {R} ^{n}} におけるエンネパー様（Enneper-like）超曲面の存在が知られている。